# Affonso Hebert

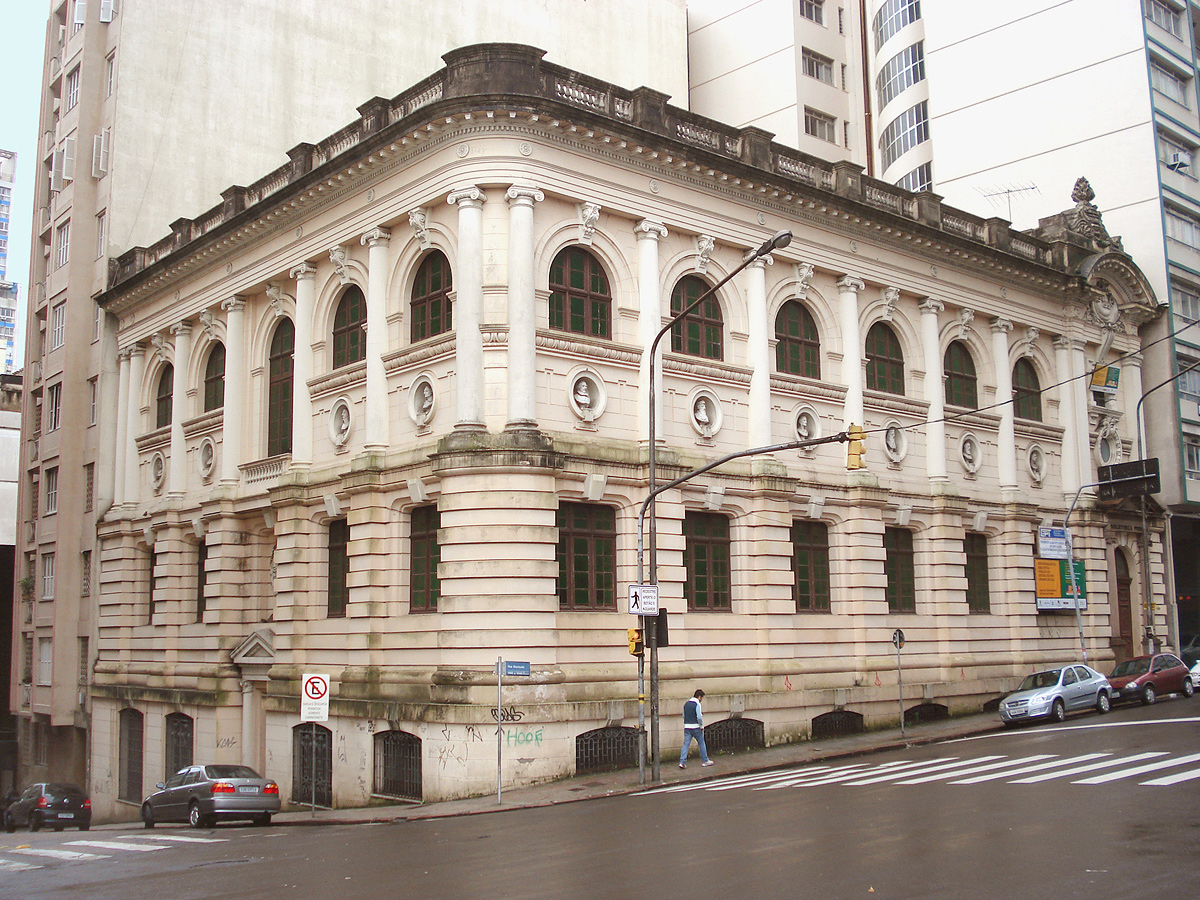
Biblioteca Pública de Porto Alegre, um projeto de Affonso Hebert.

Alphonse Dinis Hébert (Porto Alegre, 25 de janeiro de 1852 – Nice, 27 de junho de 1925), conhecido como Affonso Hebert (às vezes grafado como Afonso Herbert), foi um arquiteto e engenheiro ativo no Rio Grande do Sul, em especial em Porto Alegre, no início do século XX. Assinava seus projetos como A. Hebert.

## História
Filho do comerciante francês Josef François Hebert e de Jeanne Marie Gay, casou-se com Maria Luísa Paranhos, parente de expoentes políticos do Rio Grande do Sul.
Entrou para a Secretaria de Obras em 1876, como desenhador. Depois da Proclamação da República foi nomeado ajudante. Em 1890 passou a subdiretor e finalmente em 1895 foi nomeado diretor interino de Obras Públicas do governo do Estado. Foi responsável pelo primeiro projeto do Palácio Piratini, que não chegou a ser levado a cabo, pelo projeto dos prédios da Biblioteca Pública do Estado, da Secretaria das Obras e da Secretaria da Fazenda e pela execução dos dois pavilhões do Arquivo Público.
Foi responsável em 1º de julho de 1892 pela instalação no torreão norte do Palácio do Ministério Público, do primeiro observatório meteorológico do Rio Grande do Sul. Participou da construção em 1910 do Monumento a Júlio de Castilhos.
Também foi um maçom, chegando a ser Venerável Mestre da loja porto-alegrense Luz e Ordem, e membro da Comissão Central do Instituto de Belas Artes, além de membro do Partido Republicano Rio-Grandense.
Faleceu aos setenta e três anos de idade em Nice, na França, para onde havia se mudado após sua aposentadoria por decreto.